# Houx
Houx là một xã thuộc tỉnh Eure-et-Loir trong vùng Centre-Val de Loire ở bắc trung bộ nước Pháp. Xã này nằm ở khu vực có độ cao trung bình 102 mét trên mực nước biển.
Thị trấn có cự ly 79 km so với Paris và 20 km so với Chartres.